# Цицишвили
Цицишви́ли (груз. ციციშვილი, рус. Цициановы), грузинский княжеский род из Картли. По женской линии находится в родстве с грузинскими царями. Первоначально род именовался Панаскертели.
От рода Цицишвили происходят: дворяне Утруташвили (Утрутовы).

## История
Закариа Панаскертели в награду за верность и воинскую доблесть, оказанное им при усмирении мятежа, поднятого в Грузии бунтовщиком Гузаном, пожалован грузинской царицей Тамарой замком Панаскерти на берегу реки Бана-Панаскерти, в области Тао, возведён в достоинство тавади (князя) и получил в потомственное достоинство звание эристави (губернатора) Таосского. Его потомок эристав Таосский, Така Панаскертели, разбил 60-тысячное турецкое войско, напавшее на Грузию (1302). Заза Панаскатели за мужество и военные подвиги, получил от царя Баграта V поместья в Карталинии.
Княжна Сити-Хатун Панаскетели была супругою царя Вахтанга IV. Её племянник Цици Панаскертели был главнокомандующим грузинскими войсками в конце XV века. Его потомки получили фамилию Цицишвили (то есть сыновья Цици).
Сын Цици, Заза Цицишвили-Панаскертели, был первым носителем фамилии. Иоанэ Багратиони пишет, что Зазу Панскертели царь «… переселил в Картли и пожаловал деревни Мдзовретского ущелья, а отделившейся ветви пожаловал деревни Ничбисского ущелья и поселил там…». Впоследствии род был разделён на несколько ветвей. По местоположению их владений их разделяют на «верхних» и «нижних» Цицишвили.
Одна из княжон Цицишвили была супругой родоначальника Багратиони-Давитишвили, царевича Деметре Глазогорящего.
Дочь Нодара Цицишвили была замужем за царём имеретинским Арчилом II.
Князь Паата Цицианов и некоторые представители обеих ветвей рода переселились в Россию в свите царя Вахтанга VI (1724). В России представители рода получили фамилию Цициановы. Цицишвили (Цициановы) значатся в списке карталинских князей, приложенном к Георгиевскому трактату 1783 года.
Последний царь Грузинский, Георгий Ираклиевич, был женат на княжне Мариам Георгиевне Цициановой († 1850), и в уважение этого знаменитого родства при утверждении императором Павлом Петровичем V части Общего гербовника Российской империи (22 октября 1800) род князей Цициановых внесён в число родов российско-княжеских.

## Описание герба
В Гербовнике Анисима Титовича Князева 1785 года имеется изображение печати с гербом генерала от инфантерии, главнокомандующего Грузией и астраханского военного губернатора князя Павла Дмитриевича Цицианова: щит разделён на четыре части. В первой части, в красном поле, накрест свёрнутое синее знамя и золотой жезл. Во второй части, в синем поле, цветок золотой розы. В третьей части, в синем поле, наискось от верхнего левого угла к нижнему правому углу, красная полоса с золотой каймой, в середине которой находится золотой знак S.  В четвёртой части, в красном поле, золотой рог изобилия из которого выходят пёстрые цветы. Щит покрыт княжеской мантией и увенчан короной княжеского достоинства.

## Представители рода
- Цицишвили, Парсадан (уп. 1609—1640), глава княжества Сацициано, враждовал с Георгием Саакадзе, помирился (1625), назначен Шах Аббасом правителем Картли (1615), женат на Елене, дочери Кахетинского царевича Георгия.
- Цицианов, Дмитрий Павлович (1723— не ранее 1790), князь, писатель, геодезист.
- Цицишвили, Мариам Георгиевна (1768—1850) — царица. С 1783 г. была замужем за царевичем Георгием Ираклиевичем, впоследствии царём Картли-Кахети Георгием XII (1798—1800)
- Цицианов, Павел Дмитриевич (1754—1806), князь, генерал
- Цицианов, Михаил Дмитриевич (1765—1841), князь, сенатор
- Цицианов, Дмитрий Евсеевич (1747—1835), князь, славился своими невероятными рассказами (русский Мюнхгаузен), почетный старшина Московского Английского клуба.
- Цицианов, Александр Константинович (1850—1885) — князь, русский революционер, народник, умер в сибирской ссылке.
- Цицишвили, Георгий Иосифович (1884—1976) — химик-органик.
- Цицишвили, Георгий Владимирович (1915—2012) — грузинский советский учёный-химик, академик АН СССР
- Цицианов, Георгий Георгиевич (1909—1986) — Одесский архитектор, преподаватель, инженер, участник ВОВ
- Цицишвили, Ираклий Николаевич (1918—2001) — Архитектор, искусствовед, участник ВОВ, Герой Советского Союза.
- Цицишвили, Григорий Робертович (2000—н.в) — князь

## Дворянские роды-вассалы
Мегвинетухуцеси(швили), Климиасшвили, Орджоникидзе, Утруташвили, Алаибегисшвили, Дандлисшвили, Стелишвили, Дапквиашвили, Картвелишвили, Абрамисшвили, Облидзе, Маградзе, Алексисдзе, Буниатисшвили, Мучаидзе, Гулбадасшвили, Будутаури, Деканозисшвили, Цинамдзгврисшвили, Пурцеладзе, Чинчаладзе, Курдеванидзе, Чакашвили, Ионатамисшвили, Мцкерадзе, Сакварелидзе, Аликулашвили, Сапарашвили, Гварамадзе, Саамисшвили, Авладасшвили, Хуцисшвили, Хабарадзе, Ревазашвили.